# Marta Navarrete Llinás
Marta Navarrete Llinás (Salvaleón, província de Badajoz, 12 de setembre de 1980) és una química i doctora en neurociència i investigadora espanyola, guanyadora del Premi Olympus per a Joves Investigadors, atorgat per la Societat Espanyola de Neurociència per la seva labor científica. Va començar la seva carrera a la Universitat d'Extremadura en el camp de la química quàntica i des de 2014 treballa al Centro de Biología Molecular Severo Ochoa (CSIC).
Tant en l'Institut Cajal (CSIC) com en l'Albert Einstein College University (NY), i ara al Centro de Biología Molecular Severo Ochoa treballa en l'estudi del paper que juguen els astròcits (les cèl·lules més abundants del sistema nerviós central) en els processos de memòria i aprenentatge i les seves implicacions, tant fisiològiques com patològiques, en la funció cerebral.
Un dels seus principals assoliments com a científica és que els seus treballs han contribuït al desenvolupament d'un nou concepte en neurociència. Bàsicament, perquè la fisiologia cerebral no resulta exclusivament de l'activitat neuronal sinó de l'activitat concertada de xarxes astroneuronals, revelant una major capacitat computacional del cervell en els processos d'aprenentatge i memòria. És a dir: els astròcits -ignorats fins fa poc- serveixen de pont entre neurones que no es troben directament connectades.
El descobert fins ara pot suposar un canvi fonamental a l'hora de tractar des de malalties cerebrals com l'Alzheimer en els quals es creu que la connexió i la comunicació entre les cèl·lules es troba alterada, fins a l'addicció a les drogues, així com incrementar el coneixement dels processos fonamentals en el funcionament del sistema nerviós, identificant elements cel·lulars i moleculars com a dianes per al desenvolupament d'estrategies terapèutiques en el tractament del sistema nerviós.

## Premis i reconeixements
- Premi Olympus per a Joves Investigadors. Societat Espanyola de Neurociencia.[3]
- Beca L'Oreal-Unesco 2015.[9]